# Svartgods
Svartgods är oglaserad keramik, som bränts under begränsad syretillförsel i ugnen, och därför fått en grå eller svartgrå färg.
Används främst för att skilja ut järnålders - tidigmedeltida keramik från yngre keramiska produkter. Omkring 1200 börjar svartgods att ersättas av rödgods, som bränts i ugnar med rik syretillförsel.